# Smarandache-Funktion
In der Mathematik ist die Smarandache-Funktion eine Folge bzw. eine zahlentheoretische Funktion, die mit der Fakultät verwandt ist. Historisch gesehen wurde sie zuerst von Édouard Lucas (1883), Joseph Neuberg (1887) und Aubrey J. Kempner (1918) betrachtet. 1980 wurde sie von Florentin Smarandache „wiederentdeckt“.

## Definition und Werte
Die Smarandache-Funktion {\displaystyle \mu (n)} ist definiert als die kleinste natürliche Zahl, für die {\displaystyle n} die Fakultät von {\displaystyle \mu (n)} teilt.
Formal ist {\displaystyle \mu (n)} also die kleinste natürliche Zahl, für die gilt
{\displaystyle n\;|\;\mu (n)!}

### Beispiele
Ist zum Beispiel der Wert {\displaystyle \mu (8)} gesucht, ist die kleinste der Zahlen 1!, 2!, 3!, … zu suchen, die durch 8 teilbar ist. Da {\displaystyle \,1!=1} und {\displaystyle 2!=1\cdot 2=2} und {\displaystyle 3!=1\cdot 2\cdot 3=6} nicht durch acht teilbar sind, {\displaystyle 4!=1\cdot 2\cdot 3\cdot 4=24=3\cdot 8} aber doch, ist {\displaystyle \,\mu (8)=4}.
Allerdings ist etwa {\displaystyle \mu (7)=7}, da die Zahl 7 keine der Zahlen 1!, 2!, …, 6! teilt, während sie 7! trivialerweise teilt.
Die ersten Werte sind:
| n                       | 1     | 2 | 3 | 4 | 5 | 6 | 7 | 8 | 9 | 10 | 11 | 12 | 13 | 14 | 15 | 16 | 17 | 18 | 19 | 20 | 21 | 22 | 23 | 24 | 25 | 26 | 27 | 28 | 29 |
| {\displaystyle \mu (n)} | 1 (*) | 2 | 3 | 4 | 5 | 3 | 7 | 4 | 6 | 5  | 11 | 4  | 13 | 7  | 5  | 6  | 17 | 6  | 19 | 5  | 7  | 11 | 23 | 4  | 10 | 13 | 9  | 7  | 29 |

(*) Der Wert {\displaystyle \mu (1)} wird von manchen Autoren auch als 0 definiert. 

## Eigenschaften
Trivialerweise gilt
{\displaystyle \,\mu (n)\leq n,}
da ja {\displaystyle n} auf jeden Fall {\displaystyle n!=n\cdot (n-1)!} teilt.
Ein grundlegendes Resultat ist, dass Gleichheit in der obigen Ungleichung genau für prime {\displaystyle n} oder {\displaystyle n=4} eintritt:
{\displaystyle \mu (n)=n\qquad \Leftrightarrow \qquad n{\text{ prim}}\quad {\text{oder}}\quad n=4}
Beweis:
{\displaystyle \Rightarrow }: Sei {\displaystyle \mu (n)=n} und {\displaystyle n} nicht prim. Dann ist {\displaystyle n=4} zu zeigen. Da {\displaystyle n} nicht prim ist, gibt es natürliche Zahlen {\displaystyle 2\leq s\ \leq t<n} mit {\displaystyle n=st}. Wäre sogar {\displaystyle s<t}, so wäre {\displaystyle n=st|t!} und man erhielte den Widerspruch {\displaystyle \mu (n)\leq t<n}. Also ist {\displaystyle s=t} und daher {\displaystyle n=t^{2}}. Wäre {\displaystyle 2<t}, so folgte {\displaystyle t<2t<t^{2}=n}, also {\displaystyle t<2t\leq n-1} und damit {\displaystyle n=t^{2}|t\cdot 2t|(2t)!|(n-1)!}, und man hätte erneut den Widerspruch {\displaystyle \mu (n)<n}. Daher muss {\displaystyle t=2} sein und es folgt {\displaystyle n=4}.
{\displaystyle \Leftarrow }: Ist {\displaystyle n} prim, so teilt {\displaystyle n} keine Zahl {\displaystyle m!} für {\displaystyle m<n}, da {\displaystyle n} per def. nicht in {\displaystyle m!} vorkommt. Daher gilt {\displaystyle \mu (n)=n}. {\displaystyle \mu (4)=4} ist klar.
Übrigens ergibt sich dadurch für {\displaystyle \pi (x)}, die Anzahl der Primzahlen kleinergleich {\displaystyle x} und der Ganzzahlfunktion:
{\displaystyle \pi (x)=-1+\sum _{k=2}^{x}\left\lfloor {\frac {\mu (k)}{k}}\right\rfloor }.
Nach Paul Erdős stimmt {\displaystyle \mu (n)} mit dem größten Primfaktor von {\displaystyle n} überein für asymptotisch fast alle {\displaystyle n}, d. h. die Anzahl der Zahlen kleiner gleich {\displaystyle n}, für die dies nicht gilt, ist o(n).
Allgemein gilt ferner
{\displaystyle \,\mu (n!)=n}
und
{\displaystyle \mu (n)\geq \mathrm {gpf} (n)}
wobei {\displaystyle {\rm {gpf}}} für den größten Primfaktor von {\displaystyle n} stehe.
Ganz allgemein gilt
{\displaystyle \mu \left(p_{1}^{\alpha _{1}}\cdot p_{2}^{\alpha _{2}}\cdot \ldots \cdot p_{n}^{\alpha _{n}}\right)=\max \left[\mu \left(p_{1}^{\alpha _{1}}\right),\mu \left(p_{2}^{\alpha _{2}}\right),\ldots ,\mu \left(p_{n}^{\alpha _{n}}\right)\right]}
Für (gerade) vollkommene Zahlen {\displaystyle n} gilt außerdem ({\displaystyle k\in \mathbb {N} ,p{\text{ prim}}})
{\displaystyle \mu (n)=\mu (2^{k-1}\cdot (2^{k}-1))=2^{k}-1=p}

## Abwandlungen

### Pseudosmarandache-Funktion
Die Pseudosmarandache-Funktion {\displaystyle Z(n)} ist die kleinste ganze Zahl, für die
{\displaystyle n\;\;{\text{teilt}}\;\;1+2+3+\cdots +Z(n),}
also das kleinste natürliche {\displaystyle n}, für das gilt
{\displaystyle n\;\;\left|\;\;{\frac {Z(n)(Z(n)+1)}{2}}\right.}
(siehe auch Dreieckszahl, Gaußsche Summenformel)
Die ersten Werte sind
1, 3, 2, 7, 4, 3, 6, 15, 8, 4, 10, 8, 12, 7, 5, 31, 16, 8, 18, 15, … (Folge A011772 in OEIS)
Einige Eigenschaften:
- {\displaystyle {\sqrt {n}}<Z(n)\leq 2n-1}
- {\displaystyle Z(n)\leq n-1\qquad {\text{für ungerade }}n}
- {\displaystyle Z(2^{k})=2^{k+1}-1\,}
- {\displaystyle {\frac {Z(n+1)}{Z(n)}}{\text{ und }}{\frac {Z(n-1)}{Z(n)}}{\text{ und }}{\frac {Z(2n)}{Z(n)}}} sind nach oben hin unbegrenzt
- {\displaystyle {\frac {n}{Z(n)}}=k\;(k\in \mathbb {Z} ,k\geq 2)} hat unendlich viele Lösungen für {\displaystyle n}
- {\displaystyle \sum _{n=1}^{\infty }{\frac {1}{Z(n)^{\alpha }}}} konvergiert für alle {\displaystyle \alpha >1}

### Smarandache-Doppelfakultät-Funktion
Ersetzt man in der Definition die Fakultät durch die Doppelfakultät
{\displaystyle n!!={\begin{cases}n\cdot (n-2)\cdot (n-4)\cdot \ldots \cdot 2&{\text{für }}n{\text{ gerade,}}\\n\cdot (n-2)\cdot (n-4)\cdot \ldots \cdot 1&{\text{für }}n{\text{ ungerade,}}\end{cases}}}
so ist {\displaystyle \mathrm {Sdf} (n)}
die kleinste natürliche Zahl, die durch {\displaystyle \mathrm {Sdf} (n)!!} teilbar ist.
Die ersten Werte für {\displaystyle \mathrm {Sdf} (n)} sind
1, 2, 3, 4, 5, 6, 7, 4, 9, 10, 11, 6, 13, 14, 5, 6, … (Folge A007922 in OEIS)

### Smarandache-Funktion mit Primorial
Das Primorial (auch Primfakultät, {\displaystyle p_{\#}}) ist das Produkt der Primzahlen kleinergleich der gegebenen Zahl. Die Smarandache Near-to-Primorial Function von {\displaystyle n} ist dann die kleinste Primzahl, für die {\displaystyle p_{\#}+1}, {\displaystyle p_{\#}-1} oder {\displaystyle p_{\#}} durch {\displaystyle n} teilbar ist.

### Smarandache-Kurepa-Funktion und Smarandache-Wagstaff-Funktion
Für die Smarandache-Kurepa-Funktion {\displaystyle \mathrm {SK} (n)} wandle man die Fakultät nicht zur Doppelfakultät, sondern zu folgender Funktion ab:
{\displaystyle f(n)=\sum _{k=0}^{n-1}k!=0!+1!+2!+\ldots +(n-1)!}
Für prime {\displaystyle p} ist {\displaystyle \mathrm {SK} (p)} analog die kleinste natürliche Zahl, sodass {\displaystyle f(\mathrm {SK} (p))} durch {\displaystyle p} teilbar ist.
Die ersten Werte sind 2, 4, 6, 6, 5, 7, 7, 12, 22, 16, 55 und bilden Folge A049041 in OEIS.
Die Smarandache-Wagstaff-Funktion verwendet stattdessen
{\displaystyle f(n)=\sum _{k=1}^{n}k!=1!+2!+\ldots +n!}

### Smarandache-Ceil-Funktion
Die Smarandache-Wagstaff-Funktion k-ter Ordnung {\displaystyle S_{k}(n)} schließlich ist als die kleinste natürliche Zahl definiert, für die {\displaystyle \,[S_{k}(n)]^{k}} durch {\displaystyle n} teilbar ist.
Die ersten Werte:
| {\displaystyle k} | {\displaystyle S_{k}(n)}                             |                         |
| ----------------- | ---------------------------------------------------- | ----------------------- |
| 1                 | 1, 2, 3, 4, 5, 6, 7, 8, 9, 10, 11, 12, 13, 14, 15, … | {\displaystyle n}       |
| 2                 | 1, 2, 3, 2, 5, 6, 7, 4, 3, 10, 11, 6, 13, 14, 15, …  | (Folge A019554 in OEIS) |
| 3                 | 1, 2, 3, 2, 5, 6, 7, 2, 3, 10, 11, 6, 13, 14, 15, …  | (Folge A019555 in OEIS) |
| 4                 | 1, 2, 3, 2, 5, 6, 7, 2, 3, 10, 11, 6, 13, 14, 15, …  | (Folge A053166 in OEIS) |

## Weiteres
- Tutescu[12] vermutete, dass für zwei aufeinanderfolgende Zahlen deren Werte der Smarandache-Funktion stets verschieden sind:

{\displaystyle \mu (n)\not =\mu (n+1)\qquad \quad {\text{für alle }}n}
Die Vermutung wurde bis {\displaystyle 10^{9}} bestätigend nachgerechnet.
- Es gibt eine recht große Vielfalt konvergenter Reihen, die die Smarandache-Funktion verwenden. Derartige Grenzwerte werden oft als Smarandache-Konstanten bezeichnet – nicht zu verwechseln mit der Smarandache-Konstante in der verallgemeinerten Andricaschen Vermutung.

Die Reihe der Kehrwerte der Fakultäten der Smarandache-Funktion konvergiert (erste Smarandache-Konstante):
{\displaystyle \sum _{n=2}^{\infty }{\frac {1}{\mu (n)!}}=1{,}09317\dots } (Folge A048799 in OEIS)